# Gaetano Bedini
Gaetano Bedini (15 de mayo de 1806 - 6 de septiembre de 1864) fue un eclesiástico, cardenal y diplomático italiano de la Iglesia católica.      

## Biografía
Bedini nació en Senigallia, en el seno de la famosa familia Bedini de Ostra, hijo de Alessandro Pellegrino y Marianna Spadoni.

### Juventud
El menor de siete hermanos, Bedini fue destinado por su padre a la carrera eclesiástica, ingresando joven en el seminario de Senigallia, donde fue ordenado sacerdote el 20 de diciembre de 1828. En los años siguientes fue ejerció en la catedral de Senigallia (1829-1838). Gracias a las amistades influyentes (incluyendo a Giovanni Maria Mastai Ferretti, futuro papa Pío IX, también del natural de Senigallia), se dedicó a la política. Fue secretario de Lodovico Altieri, arzobispo de Éfeso y nuncio de Austria de 1838 a 1845. Después de que Lodovico Altieri fuese nombrado cardenal y tras todas esta experiencia que la permitía estar en contacto con el ambiente diplomático, fue llamado a Roma como clérigo papal de Gregorio XVI y protonotario apostólico.

### Nunciatura apostólica en Brasil
El primer cargo importante que recibió fue el de internuncio, siendo enviado extraordinariamente a Brasil del 28 de octubre de 1845 al 16 de agosto de 1847. Trabajó para mejorar las condiciones de vida de los emigrantes alemanes y favorecer el relanzamiento del catolicismo frente al proselitismo protestante.

### Contactos con Garibaldi
En esa época vivía en Sudamérica otro famoso italiano: Giuseppe Garibaldi. Este intentó los contactos y en una famosa carta de 1847 al cardenal Bedini llegó «ofrecer a Pío IX su espada y la legión italiana para la tierra nativa y la Iglesia» rememorando «las guarniciones de nuestra augusta religión, siempre nueva y siempre inmortal» sabiendo que «el trono de Pedro descansa sobre tales cimientos que no necesitan ayuda, porque la fuerzas humanas no pueden hacerlos temblar». Monseñor Bedini contestó dando las gracias, pero la oferta de la legión de Roma no fue recibida.

### La República Romana
Tras volver a Roma en marzo de 1848, fue el sustituto del Cardenal Secretario de Estado Giacomo Antonelli, desde el 10 de marzo de 1848 hasta noviembre de 1848, siguiendo al papa Pío IX cuando éste fue obligado a exiliarse a Gaeta debido a la revolución romana. Garibaldi, aprovechando la indignación de los romanos hacia los franceses, ofreció sus servicios al famoso triunvirato compuesto por Giuseppe Mazzini, Aurelio Saffi y Carlo Armellini que había proclamado la República Romana de otoño de 1848 hasta el 3 de julio de 1849.

### Legación a Bolonia y muerte de Ugo Bassi
Una vez recuperado el poder, continuó con su trabajo de nuncio papal en legación y embajador en Bolonia de 1849 a 1852. Justo al principio de ese periodo Ugo Bassi fue capturado en Comacchio y fusilado el 8 de agosto de 1849 en Bolonia por los austriacos. Muchos patriotas reprocharon a Bedini que no hubiese intentado hacer algo para salvarle, incluso a pesar de que probablemente había muy poco que pudiera hacerse.

### Nunciatura apostólica en los Estados Unidos
El 15 de marzo de 1852 Bedini fue arzobispo de Tebas y tres días después nuncio papal en Brasil. Una vez recibida la orden archiepiscopal el 4 de julio de 1852 de manos del cardenal Luigi Lambruschini, decidió partir a Brasil, pero no pudo entrar en el país por una epidemia y marchó a Estados Unidos, siendo el primer nuncio papel en ese país. Allí, algunos patriotas (en particular el antiguo sacerdote Alessandro Gavazzi) le reprocharon la muerte de Ugo Bassi, organizando ruidosas manifestaciones públicas.

### Cardenal de Viterbo
A su regreso a Italia, el 20 de junio de 1856, fue nombrado Secretario General de la Congregación para la Evangelización de los Pueblos y, en marzo de 1861, obispo de Viterbo y Tuscanella (actual Tuscania). La llegada de Bedini a la ciudad el 8 de mayo de 1861 fue una fiesta: entró con gran solemnidad por la Puerta Romana al encuentro de la comunidad y el clero, y todo su camino hasta la catedral había sido iluminado.
Ávido por trabajar, comenzó la visita pastoral por las diversas localidades de la diócesis, ocupándose de los muchos de los lugares píos. Se dedicó especialmente al seminario diocesano, donde mejoró la educación trayendo de Bagnoregio al famoso profesor Pietro Artemi para la escuela de retórica, arregló las instalaciones y planificó ampliarlas con la compra del palacio Cristofari.
Tras pocos meses, el papa Pío IX quiso otorgar otro reconocimiento a la importante labor de Bedini, y el 27 de septiembre de 1861 le nombró cardenal de la Orden de Priostes titular de la iglesia de Santa Maria sopra Minerva.

### Fallecimiento

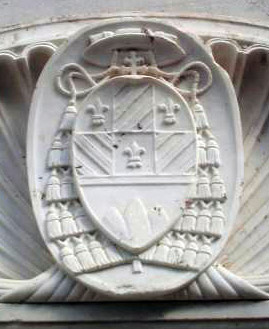
Escudo sobre la tumba del cardenal Bedini en la catedral de Viterbo.

Bedini falleció repentinamente la mañana del 6 de septiembre de 1864 a la edad de 59 años, probablemente a causa de un ataque de apoplejía. La inesperada noticia causó gran conmoción en la ciudad de Viterbo. Se pospusieron eventos de la mayor importancia para sus ciudadanos, como la tómbola de Santa Rosa y los fuegos artificiales, y se cerró el teatro en señal de luto. Fue enterrado en la catedral de la ciudad, en una bella tumba de mármol cercana a la de su predecesor.